# Vlag van San Francisco

Vlag van San Francisco

Vlag van San Francisco, 1900-1940

De vlag van San Francisco toont een opkomende feniks, vaak verondersteld als symbool voor het herstel van de stad na de aardbeving en brand van 1906, maar het dateert van enkele jaren eerder, rond 1900. San Francisco had te lijden onder verschillende verwoestende branden, waaronder zes tussen 1849 en 1852 (de laatste verwoestte bijna de hele stad), samen met twee aardbevingen. Elke keer herrees de stad, net als de mythologische vogel, "uit de as" en werd herbouwd in een nog grotere stijl en omvang.
Onder de feniks hangt een spandoek met de Spaanse motto: "Oro en Paz, Fierro en Guerra", wat betekent: "Goud in Vrede, IJzer in Oorlog". Het motto verwijst naar de toenmalige ervaring van de stad tijdens de Spaans-Amerikaanse Oorlog als inschepingspunt voor troepen naar de Filipijnen in 1898. Gebaseerd op het motto zijn de officiële kleuren van de stad goud en zwart; deze twee kleuren sieren de koepel van het stadhuis.
De gele rand, die nu deel uitmaakt van de vlag, was oorspronkelijk bedoeld als gouden rand als versiering, maar werd per ongeluk opgenomen in het ontwerp. Bij gebruik binnenshuis, zoals de gewoonte is, wordt een gouden rand toegevoegd aan wat eigenlijk als versiering had moeten zijn.
De oorspronkelijke stadsvlag had een effen wit veld en werd in mei 1900 toevertrouwd aan de korpschef voor gebruik in parades en ceremonies. In december 1940 voegde de Board of Supervisors aan deze "nieuwe" vlag de naam "San Francisco" toe in vette, blauwe letters en codificeerde al deze elementen als de officiële vlag van San Francisco.